# 後小路雅弘
後小路 雅弘（うしろしょうじ まさひろ、1954年 - ）は、日本の美術史家、学芸員。九州大学名誉教授、北九州市立美術館館長。

## 来歴
福岡県北九州市出身。福岡県立門司高等学校、九州大学文学部哲学科美学美術史専攻卒業。1978年から福岡市美術館学芸員を務め、1999年からは同年開館した福岡アジア美術館で学芸課長を務めた。2002年9月より九州大学大学院人文科学研究院教授。2021年4月より北九州市立美術館館長。福岡アジア文化賞では芸術・文化賞選考委員会の一員を務めている。